# Роге, Франсуа
Франсуа Роге (фр. François Roguet; 1770—1846) — французский дивизионный генерал (1811), граф Империи (1814), активный участник Революционных и Наполеоновских войн. Имя генерала выбито на Триумфальной арке в Париже.

## Молодость и революционные войны
Выходец из городской бедноты, сын простого слесаря Кристофа Жана Роге (фр. Christophe Jean Roguet; ок.1735—) и его супруги Анны Каррер (фр. Anne Carrère; ок.1745—). С 1794 года был женат на Аргентине Марие Нюмераска (фр. Argentine Marie Antoinette Numerasca; 1775—1849), от которой имел сына Кристофа Мишеля фр. Christophe Michel Roguet; 1800—1877).
Он был зачислен 3 мая 1789 года в Гиеннский пехотный полк, который стал в 1791 году 21-м линейным пехотным полком. К началу революции — унтер-офицер пехоты. Своей карьере обязан переменам во французском обществе, связанным с революцией, которую Роге поддержал. 1 января 1791 г. он стал капралом-фурьером; адъютант-унтер-офицер 15 декабря в 1-м батальоне добровольцев Верхней Гаронны во время его обучения. Он совершил кампанию 1792 года в составе Варской армии и отличился в различных делах, в том числе и в Ницце. Назначен 5 апреля 1793 г. капитан-адъютантом. Затем он поступил 20 января 1795 года в 21-ю линейную полубригаду первого формирования, где в качестве адъютант-майора отвечал за дисциплину и обучение.
В 1792—1800 годах Роге сражается на итальянском театре военных действий. Он был тяжело ранен пулей в левую ногу в Савоне 23 июня 1795 года пулей, когда захватывал ров около форта. 15 марта 1796 года полубригада, в которой он служил влилась в состав 32-й полубригады линейной пехоты. В марте 1796 года, переправляясь через Тироль, он ночью во главе батальона прошёл через неприятельский лагерь, и освободил гренадеров 5-й линейной полубригады. 21 декабря 1796 года был произведён в командиры батальона генералом Бонапартом , и зачислен в 33-ю полубригаду линейной пехоты. Сражался при Риволи 13 и 14 января 1797 года.
В 1799 году Итальянская армия взбунтовалась против главнокомандующего; только Роге смог удержать свой батальон в Мантуе в повиновении. В битве при Вероне 26 марта 1799 года Роге по приказу генерала Моро двинулся на деревню Сент-Люсия, очень важный пост, преследовал австрийцев, утвердился, удержал свои позиции, но был тяжело ранен в правую ногу. В конце мая 1799 года он еще не оправился от раны и находился в Генуе, когда Пьемонт массово восстал, как и долины Оней и Танаро. Повстанцы под предводительством австрийских и пьемонтских офицеров продвигаются в Понент Лигурии. Англичане держат море; Генуя не имеет связи ни с Францией, ни с армией. Роге поручили наказание повстанцев; он рассеял их, захватил город и долину Оней и Танаро, снял осаду с Ла-Пьева, отвёл туда артиллерию повстанцев, взял в плен лидера повстанцев и его штаб, восстановил связь с Генуей, и присоединился к генералу Моро около Чевы. 11 июня 1799 года был произведён в полковники, и назначен командиром 33-й полубригады. Сражался против войск Суворова при Нови, где французы действовали неудачно, а их командующий — генерал Жубер погиб. В удачном для французов бою при Пастренго, где войска генерала Шерера одержали победу над передовыми частями австрийского военачальника Края фон Крайова, Роге снова ранен. Его полубригада с 3000 человек была сократилась к июлю 1800 года до 160 человек, и ей было приказано отправиться в Париж для реорганизации. Ему хватило нескольких месяцев, чтобы придать полубригаде такую совершенную подготовку и дисциплину, что её называли образцом армии.

## Наполеоновские войны
29 августа 1803 года был произведён Первым консулом в бригадные генералы, и назначен командиром бригады пехотной дивизии Луазона в лагере Монтрёй Армии Берегов Океана. С 29 августа 1805 года его бригада была частью 6-го армейского корпуса маршала Нея Великой Армии. 20 сентября 1805 года он переправился через Рейн. Его бригада отличилась 14 октября при Эльхингене. 4 ноября он взял форт Лойташ, вынудив 750 человек полка Кински сложить оружие и захватил большое количество боеприпасов и 4 орудия. Комендант Шарница, извещённый о капитуляции Лойташа, идёт в контратаку с сильной артиллерией, но потерпел поражение, и был вынужден сдаться с 600 человек и 11 орудиями. Таким блестящим действием генерал Роге открывает дорогу на Инсбрук. Он проявил свою блестящую доблесть при Йене, при блокаде Магдебурга, в деле при Зольдане, в битве при Эйлау, при взятии Гутштадта. 5 июня 1807 года действуя в арьергарде, противостоял центру войск неприятеля, состоящего из русской гвардии и грозной артиллерии, когда под ним была убита лошадь, а сам генерал получил сквозное пулевое ранение в левую ногу. Он остался на поле боя и был взят в плен. Помощь в обработке раны ему оказывал первый хирург императора Александра.
Вернувшись во Францию после Тильзитского мира, ещё не излечившись от раны, 10 сентября 1807 года ему было поручено организовать и обучить пехоту парижского гарнизона. Он выполнил эту миссию к удовлетворению Императора, который сделал его кавалером ордена Железной Короны 7 декабря 1807 года. 19 мая 1808 года его отправили на остров Кадзанд, для налаживания там системы обороны. Роге как всегда успешно справился с заданием, вынудив англичан уйти и считаться с Флиссингеном.
22 августа 1808 года переведён в Испанию. Отличился при осадах Бильбао и Сантандера. 5 апреля 1809 года был назначен полковником 2-го полка пеших егерей Императорской гвардии. Начинается главный период карьеры Роге, когда под его командованием находятся элитные соединения гвардии. Во главе пехотной бригады Молодой гвардии Роге сражалтся с австрийцами при Эслинге и при Ваграме. Затем Роге поручено командование дивизией Молодой гвардии в Испании, на театре военных действий, который ему уже известен. В 1810 году он остановил наступление Галисийской армии. Был возведён в чин дивизионного генерала 24 июля 1811 года. Управляя 6-м губернаторством в Испании, сумел завоевать уважение испанцев своей честностью и справедливостью.
В русском походе командует второй гвардейской дивизией в корпусе Молодой Гвардии под началом маршала Мортье. В составе дивизии пять полков отборной пехоты: 1-й вольтижерский, 1-й тиральерский, полк фланкеров, полк фузилёров-егерей и полк фузилёров-гренадер. В марте 1812 года он вышел со своей гвардейской дивизией к Неману. 4 июля прибыл в Вильнюс. В Москве дивизия Роге первой навела порядок в своих рядах по приказу командира. После серьёзных беспорядков, почти неизбежных при отступлении, он совершает чудеса доблести. 14 ноября над Смоленском она открыла ночью проход, опрокинув скопившиеся силы Милорадовича, и прикрыла отход всей гвардии, направлявшейся в Красное.

Поставив Мортье и его солдат Молодой гвардии (...), император сказал: 
 "Я оставляю вас здесь и полагаюсь на вас. Колонна русской армии скоро атакует вас с фронта. Я прошу вас продержаться целый день. Мне нужно, чтоб вы её задержали насколько возможно дольше. Я буду благодарен вам за каждый выигранный час. "Сир, - ответил Мортье, - я остановлю вражескую армию хоть на целый день"— Анри Лашук. Гвардия Наполеона. Москва, Эксмо, 2003 год. Страница 319
С раннего утра 17-го ноября Роге много часов возглавляет войска в эпицентре боя, отбивая атаки превосходящих российских сил, не имеющих (в отличие от французов) недостатка в коннице и снарядах. Весь день генерал Роге находится на передовой, строит полки в каре, отбивая атаки масс русской кавалерии, и даже водит их в ответные атаки. Его дивизия, понеся огромные потери, выполняет свою боевую задачу, и удерживает позицию столько времени, сколько приказывал ей Наполеон.

1-й полк вольтижёров продолжает яростно сражаться. С этой стороны слышны крики "Да здравствует император!", которые смешиваются с русским "Ура!"... затем наступает тишина. Перед кирасирами Новгородского полка больше никого нет. 1-й полк вольтижёров перестал существовать— Анри Лашук. Гвардия Наполеона. Страница 321
Дивизия потеряла убитыми 800 человек, в том числе 41 офицера. Полторы тысячи, в основном раненые, которых невозможно было вывезти, попало в плен.
Тем не менее, на протяжении всего отступления до границ Восточной Пруссии, дивизия сохранялась, как боевая единица, и её командир оставался на высоте:

42-летний «Папаша» Роге — крепкий солдат и начальник. Одетый в регламентированную униформу, в белом галстуке, обутый в обмотки, он всегда шествовал пешком во главе своей дивизии, ел кашу, пил талую воду, ночевал на биваках, и был счастлив, когда удавалось раздобыть огонь. У Роге ни разу не было даже насморка, а ведь по ночам он бодрствовал на бивачных стоянках, и рано утром заставлял подняться своих несчастных солдат, окоченевших и умирающих от голода, чтоб снова отправиться в путь!— Анри Лашук. Гвардия Наполеона. Стр. 333-334.
Роге за отличие пожалован в камергеры императора. В сражениях 1813 года он командует войсками гвардии при Лютцене и Бауцене. В битве при Дрездене 26 августа он командовал 14 батальонами едва экипированных новобранцев, которых Наполеон в тот же день сравнил со своими старыми солдатами. Он оказал самые важные услуги при Вахау 18 октября. Под Лейпцигом он опрокинул отряд австрийцев и поддержал атаку объединённой кавалерии против прусской и русской гвардии. При отступлении на Рейне он сформировал арьергард и отличился в битве при Ханау.
После этого он принял командование гвардейскими войсками в Брюсселе. 20 декабря 1813 года провёл неудачную бомбардировку Бреды; что воспрепятствовал повторному вступлению Наполеона в линию Мааса и Ваала. Затем отличился под стенами Антверпена. 11 января 1814 г. он сражался в славной битве при Мерсе, отражая английское наступление. Он отправился в Гент и 30 марта 1814 года принял участие в битве при Куртре, где только один из его батальонов опрокинул и уничтожил целый отряд саксонцев.
После поражения Наполеона, Людовик XVIII старается осыпать милостями его генералов. Тем не менее, во время Ста дней, Роге вновь сражается за императора на поле боя при Ватерлоо, в качестве второго полковника пеших гренадер. Эпоха Наполеона кончается вошедшей в историю атакой частей Старой гвардии (при участии Роге и его гренадер) на превосходящие силы англичан, и полным разгромом французской армии. Вернувшись в Париж, он подписал с восемнадцатью своими братьями по оружию энергичный протест против Бурбонов и был отстранён от должности 16 октября. Он вышел на пенсию 1 января 1825 года.
В 1831 году, после революции, окончательно свергнувшей старшую ветвь Бурбонов с французского трона, Роге награждён Большим Крестом — высшей степенью Ордена Почётного легиона и 19 ноября 1831 года возведён в достоинство пэра Франции. Командовал 1-м, затем 7-м военными округами. Во время своего пребывания в Лионе ему пришлось подавить восстание ткачей в ноябре 1831 года, и он сделал это с большой строгостью. 15 апреля 1834 года предложил и разработал поправку к проекту закона о положении сухопутных и морских офицеров, в 1838 и 1839 гг. несколько раз выступал в палате пэров в интересах армии.
Граф Роге умер 4 декабря 1846 года в Париже в возрасте 76 лет. Похоронен на кладбище Пер-Лашез.
Генерал оставил обширные мемуары. В честь него названа площадь в Тулузе, его родном городе, в районе Сен-Сиприен. Его имя написано на южной стене Триумфальной арки в Париже. Его сын — Кристоф Мишель Роге (1800—1877), также стал генералом и адъютантом Наполеона III.

## Воинские звания
- Капрал-фурьер (1 января 1791 года);
- Капитан (5 апреля 1793 года);
- Командир батальона (25 декабря 1796 года, утверждён в чине 3 февраля 1799 года);
- Полковник (11 июня 1799 года, утверждён в чине 2 мая 1800 года);
- Бригадный генерал (29 августа 1803 года);
- Дивизионный генерал (24 июля 1811 года).

## Титулы
- Барон Роге и Империи (фр. baron Roguet et de l'Empire; декрет от 19 марта 1808 года, патент подтверждён 26 апреля 1808 года);
- Граф Роге и Империи (фр. comte Roguet et de l'Empire; декрет от 28 ноября 1813 года, патент подтверждён 26 февраля 1814 года)[4].

## Награды
Легионер ордена Почётного легиона (11 декабря 1803 года)
 Коммандан ордена Почётного легиона (14 июня 1804 года)
 Кавалер ордена Железной короны (7 декабря 1807 года)
 Большой Крест ордена Воссоединения (3 апреля 1813 года)
 Большой крест гессенского ордена Людвига (3 апреля 1813 года)
 Кавалер военного ордена Святого Людовика (8 июля 1814 года)
 Великий офицер ордена Почётного легиона (23 августа 1814 года)
 Большой крест ордена Почётного легиона (21 марта 1831 года)